# Râul Asou
Râul Asou este un curs de apă, afluent al râului Mușlău. 